# 宋胤熹
宋胤熹（1983年1月1日—），出生於山东临沂，中国民主促进会会员，中国青年导演、制片人、出品人。

## 生平
1998年，宋胤熹毕业于山东宋江武术学院；1999年进入影视圈，师从成龙，历任武师、副导演、场记、武术指导，拍摄《新警察故事》、《神话 (电影)》、《功夫之王》、《宝贝计划》、《大兵小将》等影片；后转型动作导演、导演和独立制片人；2008年，创办北京同熙影业有限公司；2009年，北京电影学院进修。从业期间，带领团队投资、制作多部商业和主旋律电影
，担任导演、制片人、出品人
。

## 作品
- 2002年，《聪明小鬼斗笨贼》，武术指导
- 2005年，《无国界行动》，动作导演
- 2007年，《缉毒队》，动作导演
- 2010年，《母亲、母亲》，动作导演
- 2011年，《当爸爸来敲门》，制片人、出品人
- 2012年，《禁忌游戏之迷藏》，导演、总制片人、出品人
- 2013年，《执行》（艺术顾问：田华），导演
- 2014年，《我是谁2015》（监制：成龙），导演、总制片人、出品人、总策划
- 2015年，《禁忌游戏2》，导演、制片人、出品人
- 2016年，《大咖驾到》，导演
- 2017年，《步步为营》，总制片人、导演

## 荣誉
- 2018年，《我是谁2015》获加拿大金枫叶国际电影节最佳新锐导演奖[4]

- 2020年，获杰出国际阿拉伯节DIAFA奖[5]

## 外部連結
- 宋胤熹在互联网电影资料库（IMDb）上的資料（英文）
- 宋胤熹的新浪微博
- 宋胤熹的Facebook